# Isny im Allgäu
Isny im Allgäu é uma cidade da Alemanha, no distrito de Ravensburg, na região administrativa de Tubinga, estado de Baden-Württemberg.